# Guillaume-Marie Angenard
Guillaume-Marie Angenard, né le 22 décembre 1776 à Saint-Malo et mort le 16 mai 1837 à Saint-Servan, est un corsaire français des XVIIIe et XIXe siècles. 

## Biographie
Dernier né d'une famille modeste de sept enfants, son père Jacques Angenard est un soldat invalide et sa mère Anne-Charlotte de Lisle, une domestique. Ses débuts s'apparentent à ceux de Robert Surcouf. C'est en effet en 1790 qu'il fait ses débuts dans l'océan Indien : négrier sur Le Bon Ménage (en compagnie de son frère Denis), la Peggy, le Sans-Culotte (traite illégale), et le Navigateur, il est corsaire sur le Cerf (devenu la Revanche), l'Amphitrite de François-Thomas Le Même, et le Va-Tout avant de rentrer en France sur un navire de l’État, la Seine, en 1798. 
Au cours de ces neuf années, il exerce à peu près toutes les fonctions possibles à bord d'un bâtiment : construction, intendance, mâture, observation, conduite de l'équipage, etc. Il prend part à quatre combats, dont le dernier sur la Seine. Il prend part à la capture de onze bâtiments dont celle d'un galion espagnol pris par l'Amphitrite près du cap de Bonne-Espérance. Il est fait prisonnier à deux reprises : en 1794 sur la Revanche - ce qui lui vaut dix-huit mois de captivité à Calcutta - puis en 1796 sur le Navigateur, mais il réussit à s'évader à la nage.
Rentré en France, il épouse Jeanne Rendu, une marchande. Le couple habite Saint-Servan où naissent trois garçons et deux filles. Angenard fait la course dans la Manche sur la Providence et le Héros de René Rosse, ainsi que sur l'Hirondelle et l'Aventurier. En 1803, il est nommé capitaine de la Magdeleine. Entre 1798 et 1803, il participe à cinq combats et à la prise de huit navires dont la Naïade capturée à l'abordage. Il est fait prisonnier à trois reprises notamment à l'issue du violent combat entre l'Hirondelle et le Télégraphe. Conduit en Angleterre, il vole un bateau de plaisance et débarque à Cherbourg en mars 1799. Fait prisonnier sur le Héros, il tente une nouvelle évasion en faisant un trou dans les latrines du ponton anglais. 
Sous le Premier Empire, il repart dans l'océan Indien avec la Caroline sous Nicolas Surcouf, qui lui confie la prise le Fame. Il passe ensuite sur le Gustave dont il est le commandant en second. Il prend part à cinq prises et trois combats. Après six mois de captivité à Madras puis en Chine, il est transféré en Angleterre où il reste sur les pontons de 1806 à 1810. Il tente de s'enfuir à six reprises avant de voler un cotre avec lequel il rentre à Port-en-Bessin. Il est capitaine de la Vénus en 1810, lieutenant sur la Miquelonnaise de Pradère-Niquet en 1812, puis capitaine du Spéculateur en 1813. Cinq prises et cinq combats marquent cette période où il est blessé deux fois sur le Spéculateur. Fait prisonnier sur la Vénus et sur le Spéculateur, il fait encore trois tentatives de fuite dont seule la dernière réussit.  
En une vingtaine d'années d'activité, il présente un bilan exceptionnel : dix-sept combats, vingt-neuf prises et huit années de captivité au total. Il a manqué une dizaine d'évasions mais en a réussies cinq. Il a reçu trois blessures, dont la dernière très grave. Il n'obtient aucune décoration mais bénéficie finalement, en 1820, d'une petite pension pour ses blessures. Après neuf voyages au commerce vers l'Île de France, à partir de 1817, il cesse de naviguer en 1833 et décède quatre ans plus tard.

### Sources et bibliographie
- D. Delaunay, Mémoires du Capitaine-Corsaire Angenard : Ses courses, ses évasions 1790-1833, La Rochelle, La Découvrance, 2007, 145 p. (ISBN 978-2-84265-491-7)
- Philippe Hrodej et Gilbert Buti, Dictionnaire des corsaires et des pirates, Editions La Martinière, 2013, 990 p. (ISBN 978-2-271-07701-1, lire en ligne)